# Assassinat d'Àngel Berrueta
L'assassinat d'Àngel Berrueta fou un succés ocorregut el 13 de març de 2004, quan Angel Berrueta Legaz, un botiguer de 61 anys del barri de Donibane de Pamplona, va ser mort a trets pel policia espanyol Valeriano de la Peña i el seu fill. Moments abans, Maria Pilar Rubio, la dona del policia espanyol i mare del fill del policia, va discutir amb Berrueta perquè ella volia posar un rètol a la fleca d'Angel Berrueta on posava que l'atemptat de l'11-M era obra d'ETA. Dos dies abans, a Madrid, va tenir lloc un greu atemptat anomenat 11-M i el govern espanyol va confirmar falsament durant diversos dies que l'organització ETA era l'autora de l'atemptat. Els assassins d'Angel Berrueta es van rendir i van ser condemnats a presó. Tot i que la sentència judicial va reconèixer la motivació política de l'assassinat, Berrueta no va ser reconegut pel govern i les institucions polítiques com a víctima política d'aquells atemptats.
Conchi Sancho, una dona de 58 anys d'Hernani, va morir d'un atac de cor l'endemà en una manifestació a Hernani el 14 de març de 2004. La mort també va provocar un debat polític entre l'esquerra nacionalista i els responsables de l'Ertzaintza.
El 28 de juny de 2024 Àngel Berrueta i la seva família varen rebre el reconeixement per part del Govern de Navarra de víctimes de violència policial, quan es complien vint anys de l'assassinat.

## Rerefons

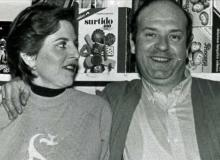
Àngel Berrueta, a la dreta.

Angel Berrueta Legaz era el propietari de la fleca San Juan del barri de Donibane de Pamplona. Estava casat amb Mari Carmen Mañas i era pare de quatre fills. Eren membres de l'organització Gurasoak de suport als presos bascos, ja que tenia detinguts dos fills des de l'any 1997, que acabaren sent declarats innocents al corresponent judici. D'altra banda, Valeriano de la Peña, un policia espanyol, Maria Pilar Rubio i el seu fill, Miguel José, vivien en un pis al costat de la botiga de Berrueta. Hi havia hagut algunes tensions amb Berrueta, sobretot pel conflicte al País Basc. La família no comprava a la seva botiga.
El govern espanyol va afirmar reiteradament que l'atemptat de Madrid de l'11 de març de 2004 va ser dut a terme per ETA, a través de representants del PP al govern, tot i que en aquell moment no hi havia proves clares que els avalessin i després es va demostrar que es tractava d'un atemptat islamista. Tres dies després, l'opinió principal seria que es tracta d'una estratègia de manipulació per part del govern espanyol feta per intentar guanyar legitimitat davant els votants a les eleccions generals espanyoles.

## Esdeveniments
El 13 de març de 2004, dos dies després dels atemptats Maria Pilar Rubio va anar directament a la fleca d'Angel Berrueta, amb un cartell on posava "ETA EZ", i va entrar amb la intenció de penjar el cartell a la botiga. Tot i que Berrueta es va negar amb respecte, la dona va intentar col·locar el cartell. Començaren a discutir amb ell i digué "tú eres un asesino, un etarra" a Berrueta. Berrueta va treure el cartell, el va arrugar i el va tirar a terra. Berrueta havia col·locat un llaç negre els dies anteriors pel dol dels atemptats i també havia tancat un temps la botiga, però per Maria Pilar Rubio no havia sigut suficient i acabà marxant de la botiga, pujà a casa i començà a atabalar el seu marit i el seu fill. El fill baixaria corrents a la fleca i apunyalà a Berrueta a l'abdomen. Després d'això baixaren els seus pares tot seguit cridant "Voy a matar a este hijo de puta" mentre entraven a la botiga. Aleshores Valeriano de la Peña, el policia, va disparar quatre trets a Berrueta amb la seva pistola de tir professional, tres dels quals van colpejar el flequer. L'agressor va pujar al seu domicili i va trucar a la policia per denunciar els fets, deixant Berrueta ferit greu a la botiga. Va ser traslladat a l'hospital i va morir en pocs minuts.
Només Valeriano de la Peña va ser detingut inicialment per la policia; però al vespre es van endur també el fill. Al voltant de la botiga de Berrueta va començar a congregar-se gent a la tarda, en solidaritat amb ell i en un ambient tens amb la policia espanyola vigilant la botiga. Finalment, la policia es va dispersar i la concentració de gent també es va dissoldre. Els fets es van repetir posteriorment al tanatori on es va fer la vetlla del cos de Berrueta, amb la policia utilitzant porres i llançant pilotes de goma. Paral·lelament, es van produir protestes a diverses localitats del País Basc.
L'endemà es va fer una manifestació a Hernani al migdia per protestar per l'assassinat. L'Ertzaintza va aturar la manifestació i va atacar els manifestants. Kontxi Sanchiz i la seva filla van començar a córrer i es van refugiar en un porxo de la casa. Sanchiz va caure malament en aquest porxo, segons testimonis. Un agent de policia també va negar la petició d'ajuda de la seva filla. Pocs minuts després van arribar a l'hospital i els van informar que estava mort. Funcionaris de l'Ertzaintza van negar aquestes versions i van afirmar que les molèsties de l'home eren anteriors a la càrrega de la policia. La qüestió de la causa de la mort va provocar un acalorat debat al Parlament basc entre l'esquerra nacionalista i el conseller basc de l'Interior Javier Balza.

## Judici
El judici va tenir lloc el juny de 2005 davant un jurat popular. Els acusats, la parella i el seu fill, van intentar justificar l'assassinat. El marit va declarar que patia la "Síndrome del Norte" (un trastorn d'estrès posttraumàtic dels policies destinats a Euskal Herria aquells anys d'activisme d'ETA) i que la seva dona l'havia estat escalfant els ànims. El fill, en canvi, declarà que va ser insultat per ser fill d'un policia espanyol a l'escola quan era petit. Com a veïns, van afirmar que no es portaven bé amb Berrueta i eren conscients de la seva militància política. El jurat va decidir que l'assassinat estava agreujat per motius ideològics i va condemnar Valeriano de la Peña a vint anys de presó, per a la seva dona es van demanar deu anys per provocar l'assassinat i per al fill quinze anys. A diferència de la seva dona, marit i fill, van quedar lliures el dia dels fets i van ser empresonats uns dies després. Tanmateix, el fiscal Javier Muñoz va recórrer contra la sentència en el cas de Maria Pilar Rubio, que finalment va ser absolta pel Tribunal Suprem de Justícia de Navarra del delicte l'any 2005 i va sortir de la presó només uns mesos després. El Tribunal Suprem espanyol va confirmar l'any 2006 la innocència de la seva dona i les condemnes del seu marit i fill. Mentre complia la pena de presó, el pare i el fill van sol·licitar l'⁣indult, però el tribunal va denegar aquesta petició. Això no obstant, van obtenir permís per sortir de la presó. Els condemnats només han pagat parcialment la indemnització i Valeriano de la Peña ha conservat el seu càrrec de policia i també cobra el seu sou. El seu fill va sortir de la presó el setembre de 2011 després de completar el tercer grau a la presó.
Javier Muñoz, llavors Fiscal en Cap del Tribunal Superior de Justícia de Navarra, i que va recórrer contra la sentència i aconseguí l'absolució de María Pilar, qualificà l'acte com una "baralla entre veïns". Això impedí que la família de Berrueta pogués cobrar l'assegurança del forn de pa. Javier havia rebut dies abans la Medalla de la Policia Foral, i el 2015 seria nomenat fiscal del Tribunal Suprem.

## Conseqüències
La família de Berrueta ha estat víctima d'insults, amenaces i agressions a la seva propietat durant diversos anys després de l'assassinat. També han denunciat l'assetjament a la policia espanyola, de vegades fins i tot fent acusacions contra ells.

## Memòria i reconeixement
En record de l'aniversari de l'assassinat d'Àngel Berrueta, s'han fet commemoracions a favor seu. L'any 2011 es va crear la plataforma Angel Gogoan en memòria seva i amb l'objectiu d'exigir justícia. L'any 2014, en el desè aniversari de l'assassinat, després d'una recollida de signatures, es va presentar a l'Ajuntament de Pamplona una moció en la qual es demanava que Angel Berrueta fos considerat víctima política. UPN, PP i PSN no van votar a favor de la moció. En aquell aniversari, els seus amics i familiars van col·locar una placa commemorativa de Berrueta al barri de Saint-Jean. La placa va ser retirada per la Policia Municipal de Pamplona unes hores després. Finalment, el març del 2016, prop del dotzè aniversari de Berrueta, el ple de l'Ajuntament de Pamplona. va considerar Berrueta víctima de la motivació política.